# 米爾科·托馬索尼
米爾科·托馬索尼（義大利語：Mirko Tomassoni，1969年4月24日—）是一位聖馬利諾的政治家，於2007年10月至2008年4月與阿爾貝托·塞爾瓦同時擔任執政官。他是大議會與ICD顧問委員會的成員，並曾擔任聖馬利諾文化部長。
米爾科·托馬索尼於1969年4月24日於聖馬利諾出生。他從1992年開始了他的政治生涯。於1999年的一場車禍改變了他的生活，使他必須借助輪椅行動。 在他被選入大議會之前，他曾三次當選當地的鎮議會。
托馬索尼於2006年6月作为社會主義者和民主人士黨选举名单上的一名獨立人士進入大議會。2007年10月1日，他與阿爾貝托·塞爾瓦同時上任執政官，使他成為第一位當選為執政官的殘疾人士。根據聖馬利諾的法律，他在擔任了國家元首的職位後重新回到普通的公民生活。他力求提高所有人的殘疾意識，並儘全力在日常生活中幫助他們。 
他曾寫過《玻利維亞2013》一書，並於隔年的3月19號出版。

## 外部鏈結
- Personal website （意大利文）

| 官衔                                   | 官衔                                                         | 官衔                                   |
| -------------------------------------- | ------------------------------------------------------------ | -------------------------------------- |
| 前任者： 斯蒂法諾·帕爾邁 馬特奧·奇雅茨 | 聖瑪利諾執政官 2018年10月－2019年4月 與盧卡·聖托利尼同時在任 | 繼任者： 尼古拉·塞爾瓦 米凱萊·穆拉托尼 |